# Apollo 16
Apollo 16 was de vijfde missie van het Project Apollo waarbij op 21 april 1972 op de maan werd geland. De landingsplaats was in “Descartes Highlands”. 
De bemanning bestond uit John W. Young (commandant), Charles Moss "Charlie" Duke, Jr. (piloot maanlander) en Thomas K. Mattingly (piloot commando-module).

## Verloop
De maanlanding liep bijna op een ramp uit. Tijdens de laatste meters was het zicht nihil door opstuivend maanstof (door de gassen uit de daalmotor). Na de landing bleek dat één poot slechts drie meter naast een komvormige krater was geland.
De maanwagen werd ook bij deze missie gebruikt en uitvoerig getest. Er werd een maximumsnelheid van 17,7 kilometer per uur mee gehaald.
Tijdens deze missie werd bijna 96 kg aan gesteentemonsters van de maan mee terug genomen naar de aarde en er werd voor de laatste keer een seismometer op het maanoppervlak geplaatst om maanbevingen te registreren.
Na landing in de Stille Oceaan 345 km ten zuidoosten van Kerstmiseiland werden ze opgepikt door de USS Ticonderoga. De capsule wordt tentoongesteld in het U.S. Space and Rocket Center te Huntsville, Alabama. De maanlander sloeg na ongeveer een jaar stuk op het maanoppervlak.

## Landingsplaats

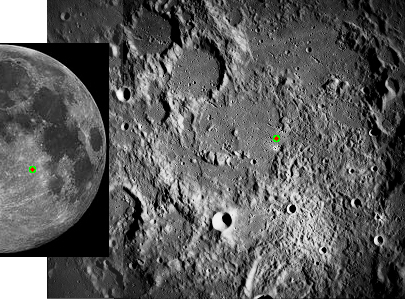
De landingsplaats

Reeds gedurende de maanmissie van Apollo 12 in november 1969 werd de landingsplaats van Apollo 16 in detail gefotografeerd, en wel door de Command Module Pilot van Apollo 12, Richard Gordon, aan boord van de Command-Service Module Yankee Clipper die in een baan om de maan bleef draaien tijdens de maanwandelingen van commandant Charles Conrad en maanlanderpiloot Alan Bean.
De landingsplaats van Apollo 16 bevindt zich te midden van twee relatief kleine doch heldere stralenkraters ten noorden van de kraters Descartes en Dollond. Deze twee kleine stralenkraters kregen de namen North Ray crater en South Ray crater. Beide stralenkraters kunnen vanaf de aarde worden waargenomen m.b.v. niet al te kleine amateurtelescopen, het best tussen eerstekwartiersmaan en volle maan.

## Trivia

### Afbladderende witte verf vanboven op de stijgtrap van maanlanderOrion
Om hitte-ontwikkeling in de maanlander te voorkomen (te wijten aan het directe zonlicht) werd in de Grumman-fabriek een laag witte verf aangebracht op de bovenkant van de stijgtrap. Gedurende de missie echter rapporteerden de astronauten dat de witte verf blaren en andere onregelmatigheden begon te vertonen. In de kranten van die tijd stonden berichten als: Verf van Orion bladdert af.

### Grand Prixop de maan
Bij wijze van test ondernam CDR John Young een Grand Prix aan boord van de L.R.V. (Lunar Roving Vehicle). Op de filmbeelden die genomen zijn door LMP Charles Duke is de voorbijrijdende maanjeep zichtbaar met naar omhoog schietend maanstof, komende vanonder de beide achterwielen. Op die manier is goed te zien dat het regoliet (de laag stof op het maanoppervlak) een fijne poederachtige structuur heeft.

### Telescoop op de maan
Tijdens de missie van Apollo 16 werd een kleine telescoop in de schaduw van de maanlander geplaatst. Deze telescoop had als doel diverse objecten in het heelal te fotograferen, in het ultraviolette deel van het spectrum. De telescoop had een opvallende gouden kleur.

### Bezoek aan deBig Black Boulder(House Rock)
De climax van Apollo 16 was een kortdurend bezoek aan een rotsblok ter grootte van een klein appartementsgebouw. Deze kolos kreeg dankzij zijn grootte de namen Big Black Boulder en House Rock, en bevindt zich op het zuidoostelijke gedeelte van de rand van North Ray crater. Het bezoek duurde zo'n luttele 15 minuten want men stond achter op het vluchtplan. 
Om rampzalige risico's te vermijden parkeerden John Young en Charles Duke hun L.R.V. (Lunar Roving Vehicle) op enige afstand van House Rock omdat de weg daar naartoe bezaaid was met allerlei rotsblokken van verschillende afmetingen. Op de televisiebeelden genomen m.b.v. de telecamera (boven op de geparkeerde L.R.V.) zijn beide astronauten te zien die wegwandelend alsmaar kleiner worden tegen de achtergrond van House Rock, waardoor destijds de grootte ervan steeds duidelijker werd.

### Gezinsfoto op de maan
Maanlanderpiloot Charles Duke liet een geplastifieerde foto van zijn gezin achter op het maanoppervlak. Op deze foto zijn hij en zijn vrouw Dotty te zien, samen met hun zonen Charles jr. en Tom.

### Afgelast bezoek aanSouth Ray crater
Ten gevolge van een technisch defect aan het propulsiesysteem van de Service Module (S.M.) van de capsule Casper, werd de landing van L.M. Orion uitgesteld, in zodanige mate dat de exploratietijd op het maanoppervlak werd ingekort en een bezoek aan de heldere en jonge stralenkrater South Ray werd afgelast.

### Olympische spelenop de maan
Ter afwisseling gaven beide astronauten een korte atletische vertoning, waarbij ze al springend een soort hoogterecord probeerden te bereiken. Buiten het directe zicht van de telecamera op de L.R.V. (Lunar Roving Vehicle) viel LMP Charles Duke achterover, hetgeen zijn P.L.S.S. (Portable Life Support System) had kunnen beschadigen.

### Gescheurde aluminiumfolie aan de achterzijde van de stijgtrap van L.M.Orion
Op televisiebeelden genomen m.b.v. de telecamera op de L.R.V. (Lunar Roving Vehicle) is te zien hoe tijdens de lancering van de stijgtrap van L.M. Orion (de A.S., Ascent Stage) de naar de zon gekeerde achterkant ervan begint te scheuren en bijgevolg wild uiteen begint te fladderen. Tijdens de Stations-Keeping-fase net voor de koppeling met de capsule Casper (in omloop rond de maan) nam Command-Module Pilot Ken Mattingly een serie close-up-foto's van de traag roterende stijgtrap waarop goed te zien is hoe de aluminiumfolie van de achterwand voor ongeveer de helft uiteengereten was.

### Sinaasappelsap
Omdat LMP James Irwin gedurende de missie van Apollo 15 een te laag kaliumgehalte in zijn lichaam had, te wijten aan het defecte drinksysteem in zijn maanpak, moesten de astronauten van Apollo 16, op aanraden van de NASA-dokters, extra veel drinken. In hun geval was dat sinaasappelsap voorzien van de nodige dosis kalium. De astronauten klaagden dat ze met gasophopingen te kampen hadden, teweeggebracht door het drinken van sinaasappelsap. Na de splash-down van capsule Casper (het einde van de missie) hing het haar van LMP Charles Duke vol opgedroogd (doch nog steeds kleverig) sinaasappelsap.

## Fotogalerij
- Video

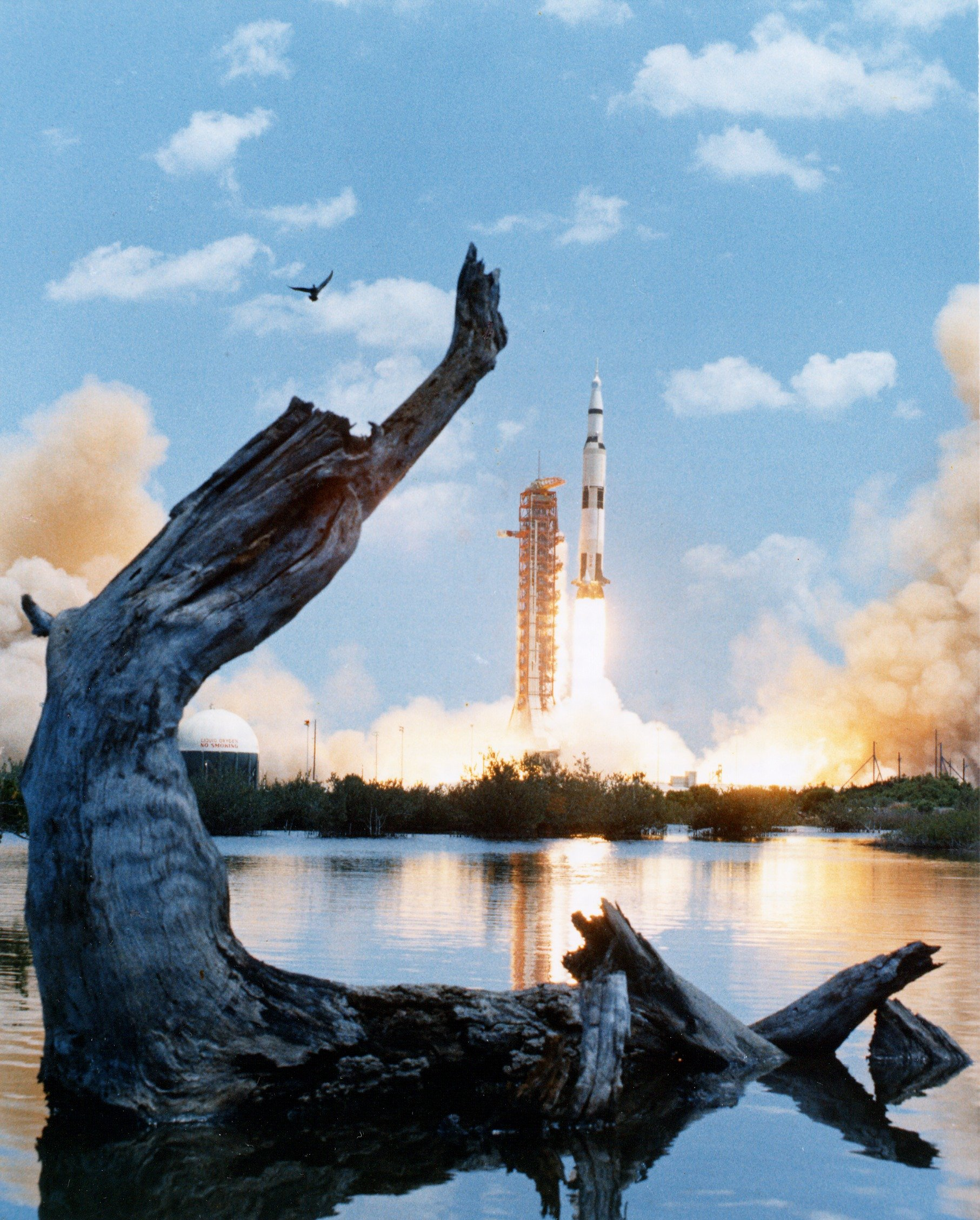
Lancering Apollo 16
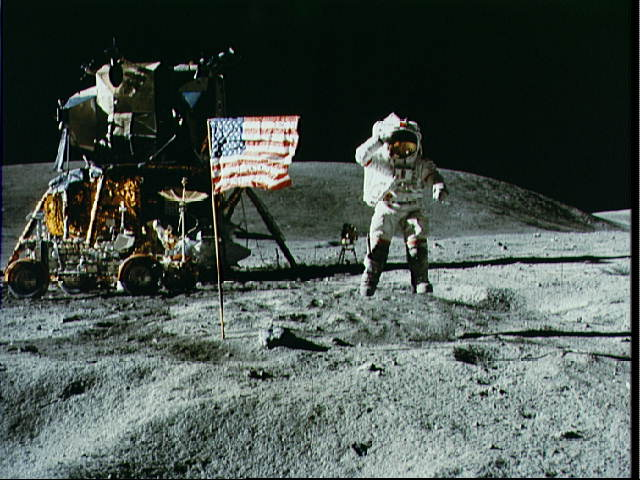
CDR John Young salueert aan de U.S.-vlag en maakt een sprong
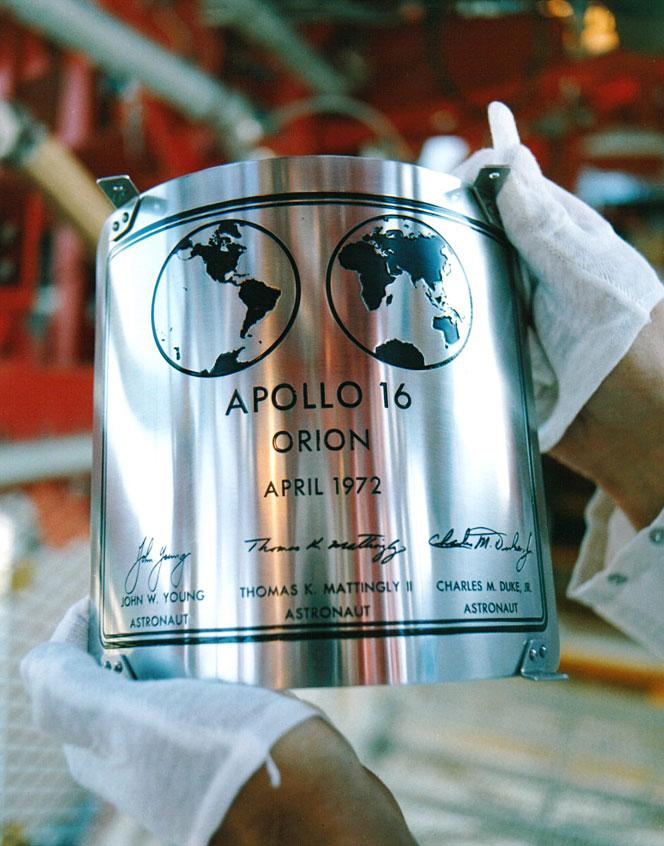
Gedenkteken op trap LM Apollo 16
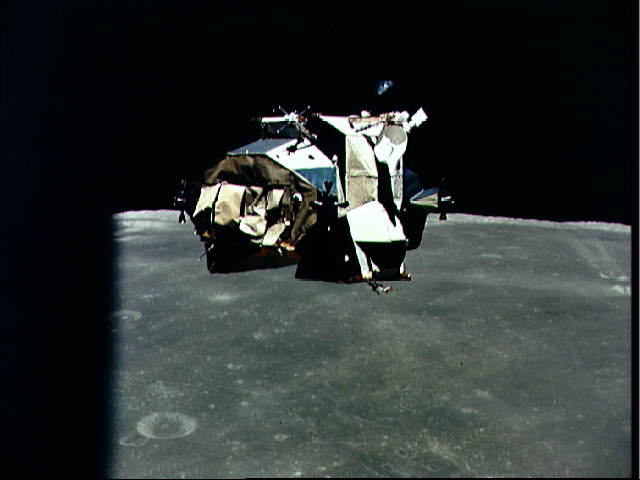
LM gezien vanuit de CSM, bemerk de gescheurde aluminiumfolie op de achterzijde ervan
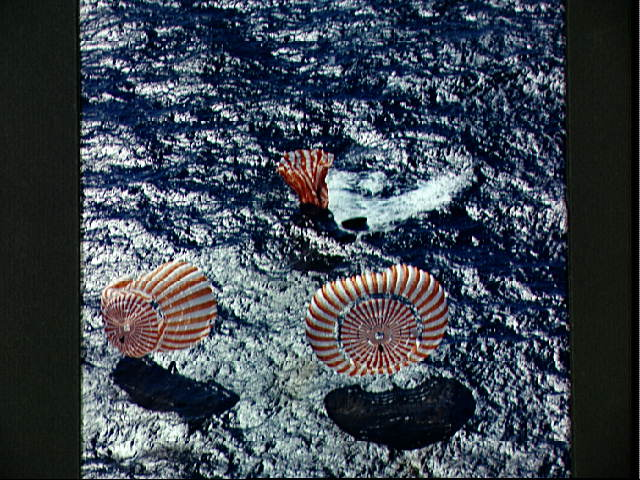
Splash-down capsule Casper van Apollo 16